# NBL 2002/03
Die NBL 2002/03 war die 25. Austragung der australasischen National Basketball League. Die mit elf Teams aus Australien ausgetragene Meisterschaft begann am 12. Oktober 2002 und endete am 6. April 2003. Im Finale konnte sich die Sydney Kings in der Best-of-three-Serie gegen die Perth Wildcats in zwei Spielen durchsetzen und damit ihren ersten Meistertitel erringen.

## Modus
Jedes Team trägt in der regulären Saison 15 Heim- und Auswärtsspiele aus. Die in der Endtabelle auf den ersten sechs Plätzen stehenden Teams qualifizieren sich für das Viertelfinale der NBL Finals, die im Play-off-Modus ausgetragen werden. Dabei tritt das bestplatzierte Team gegen den Sechsten, das zweitbeste Team gegen den Fünften und der Dritte gegen den Vierten an. Die drei Gewinner der best of three-Serie und der bestgesetzte Verlierer ziehen ins Halbfinale ein. Dabei spielt das bestgesetzte Team gegen den Verlierer des Viertelfinals. Die Gewinner ziehen ins Finale ein. Im Halbfinale und im Finale gilt ebenfalls der best of three-Modus.

## Tabelle
Abschlusstabelle nach Ende der Hauptrunde
- Für das Play-off Halbfinale qualifiziert
- Für das Play-off Viertelfinale qualifiziert

| Pl.  | Team                   | Spiele | Siege | Niederlagen | Siegquote | Punkte+ | Punkte- | Punktedifferenz | Heimbilanz | Auswärtsbilanz |
| ---- | ---------------------- | ------ | ----- | ----------- | --------- | ------- | ------- | --------------- | ---------- | -------------- |
| 01.  | Sydney Kings           | 30     | 22    | 8           | 73,33 %   | 3166    | 2780    | +386            | 11:4       | 11:4           |
| 02.  | Perth Wildcats         | 30     | 22    | 8           | 73,33 %   | 3175    | 2960    | +235            | 14:1       | 8:7            |
| 03.  | Townsville Crocodiles  | 30     | 19    | 11          | 63,33 %   | 3068    | 3004    | +64             | 12:3       | 7:8            |
| 04.  | Wollongong Hawks       | 30     | 18    | 12          | 60,00 %   | 3053    | 2897    | +156            | 11:4       | 7:8            |
| 05.  | Adelaide 36ers         | 30     | 16    | 14          | 53,33 %   | 3198    | 3162    | +36             | 9:6        | 7:8            |
| 06.  | Melbourne Tigers       | 30     | 15    | 15          | 50,00 %   | 2953    | 2908    | +45             | 10:5       | 5:10           |
| 07.  | West Sydney Razorbacks | 30     | 14    | 16          | 46,67 %   | 3020    | 3072    | −52             | 10:5       | 4:11           |
| 08.  | Cairns Taipans         | 30     | 13    | 17          | 43,33 %   | 2897    | 2913    | −16             | 8:7        | 5:10           |
| 09.  | Canberra Cannons       | 30     | 11    | 19          | 36,67 %   | 2832    | 3049    | −217            | 8:7        | 3:12           |
| 010. | Victoria Giants        | 30     | 9     | 21          | 30,00     | 2945    | 3225    | −280            | 6:9        | 3:12           |
| 011. | Brisbane Bullets       | 30     | 6     | 24          | 20,00 %   | 2797    | 3134    | −337            | 4:11       | 2:13           |

## Play-offs

### Modus
Die auf den ersten sechs Plätzen der Abschlusstabelle der regulären Saison platzierten Mannschaften qualifizieren sich für die Play-offs. Dabei tritt das bestplatzierte Team gegen den Sechsten, das zweitbeste Team gegen den Fünften und der Dritte gegen den Vierten an. Die drei Gewinner der best of three-Serie und der bestgesetzte Verlierer ziehen ins Halbfinale ein. Dabei spielt das bestgesetzte Team gegen den Verlierer des Viertelfinals. Die Gewinner ziehen ins Finale ein. Im Halbfinale und im Finale gilt ebenfalls der best of three-Modus.

### Spiele
|  | Halbfinale | Halbfinale            | Halbfinale     | Halbfinale | Halbfinale |                |     | Finale       | Finale | Finale | Finale | Finale |
|  |            |                       |                |            |            |                |     |              |        |        |        |        |
|  | 1          | Sydney Kings          | 124            | 91         | 114        |                |     |              |        |        |        |        |
|  | 3          | Townsville Crocodiles | 107            | 113        | 99         |                |     |              |        |        |        |        |
|  | 3          | Townsville Crocodiles | 107            | 113        | 99         |                | 1   | Sydney Kings | 98     | 117    |        |        |
|  |            |                       |                |            |            |                | 1   | Sydney Kings | 98     | 117    |        |        |
|  |            | 2                     | Perth Wildcats | 94         | 101        |                |     |              |        |        |        |        |
|  | 2          | 2                     | Perth Wildcats | 94         | 101        | Perth Wildcats | 121 | 113          |        |        |        |        |
|  | 2          |                       |                |            |            |                |     | 113          |        |        |        |        |
|  | 4          | Wollongong Hawks      | 90             | 84         |            |                |     |              |        |        |        |        |

## Individuelle Auszeichnungen
- Most Valuable Player der regulären Saison (Andrew Gaze Trophy): Chris Williams (Sydney Kings)
- Rookie of the Year: Gary Boodnikoff (Sydney Kings)
- Best Defensive Player (Damian Martin Trophy): Glen Saville (Wollongong Hawks)
- Coach of the Year (Lindsay Gaze Trophy): Ian Stacker (Townsville Crocodiles)
- NBL Most Improved Player: Matt Burston (Perth Wildcats)
- NBL Best Sixth Man: Stephen Black (Perth Wildcats)
- All-NBL First Team:
  - Ricky Grace[1] (Perth Wildcats)
  - Shane Heal (Sydney Kings)
  - Brett Maher (Adelaide 36ers)
  - Chris Williams (Sydney Kings)
  - Mark Bradtke (Melbourne Tigers)

- Grand Final Series MVP (Larry Sengstock Medal): Chris Williams (Sydney Kings)